# Grand veneur de Bretagne
 (16 décembre 2024).

## Office
Le chef de la vénerie du duc fut appelé d'abord maître de la vénerie, et ensuite grand veneur de Bretagne. Il avait la surintendance sur tous les officiers de la vénerie du duc, et prêtait serment entre les mains du duc.

## Liste des grands Veneurs de Bretagne
| Dates | Titulaire                    | Duc                       | Notes | Blason |
| ----- | ---------------------------- | ------------------------- | --- | ------ |
| 1403  | Eon Guillemet                | Jean V le Sage            | De gueules, au sautoir d'argent                                                                                 |        |
| 1413  | Henri Le Parisy              | Jean V le Sage            | Écartelé aux 1 et 4 d'argent, fretté de gueules ; aux 2 et 3 d'azur, à la croix losangée d'argent et de gueules |        |
| 1417  | Jean de Chefdubois de Brullé | Jean V le Sage            | Écartelé au 1 et 4, d'argent au lion de gueules ; au 2 et 3 d'azur à l'épervier d'argent                        |        |
| 1431  | Tristan de La Lande          | Jean V le Sage            | De gueules à de trois écussons d'argent ; à la cotice brochante                                                 |        |
| 1436  | Jean d'Auray                 | Jean V le Sage            | Échiqueté d'or et d'azur                                                                                        |        |
| 1443  | Bertrand de La Moussaye      | François Ier le Bien-Aimé | D'or, fretté d'azur de six pièces                                                                               |        |
| 1452  | Jean de La Chapelle          | Pierre II le Simple       | De gueules, à la fasce d'hermines                                                                               |        |
| 1457  | Jean Tournemine              | Pierre II le Simple       | Écartelé d'or et d'azur                                                                                         |        |
| 1470  | Jean de Trélan               | François II               | D'argent, au lion de sable                                                                                      |        |
| 1474  | Pierre de Maure              | François II               | De gueules, au croissant de vair                                                                                |        |
| 1484  | Amaury de La Moussaye        | François II               | D'or, fretté d'azur de six pièces                                                                               |        |
| 1488  | Arthur L'Epervier            | Anne                      | D'azur, au sautoir engrêlé d'or, cantonné de quatre besant de même                                              |        |
| 1508  | Jean de Saint-Amadour        | Anne                      | De gueules, à trois têtes de loup d'argent                                                                      |        |